# خوان مانوئل وارگاس
خوان مانوئل وارگاس (اسپانیایی: Juan Manuel Vargas‎؛ زادهٔ ۵ اکتبر ۱۹۸۳) یک بازیکن فوتبال اهل پرو است.

## باشگاهی
از باشگاه‌هایی که در آن بازی کرده‌است می‌توان به کاتانیا و جنوا اشاره کرد.

## تیم ملی
وی همچنین در تیم ملی فوتبال پرو بازی کرده است.